# Руокоярви (озеро, Питкярантский район)
Ру́окоя́рви (фин. Ruokojärvi) — озеро на территории Импилахтинского сельского поселения Питкярантского района Республики Карелия.

## Общие сведения
Площадь озера — 0,9 км², площадь бассейна — 24,2 км². Располагается на высоте 20,0 метра над уровнем моря.
Форма озера овальная, немного вытянутая с севера на юг. Берега каменисто-песчаные, с запада скалистые.
С северной (из озера Андронина) и восточной стороны в озеро втекают ручьи. Из южной оконечности озера вытекает безымянный ручей длиной около 1,5 км, соединяющий озеро с рекой Сюскюянйоки.
Подъезд к озеру осуществляется по грунтовой дороге, идущей от трассы А121 («Сортавала»). Расстояние 4 км. Населённые пункты на озере отсутствуют. Ближайший — Кителя.
Код водного объекта в государственном водном реестре — 01040300211102000013711.
Название озера переводится с финского языка как «Камышовое, тростниковое озеро».